# Juan I Tzimisces

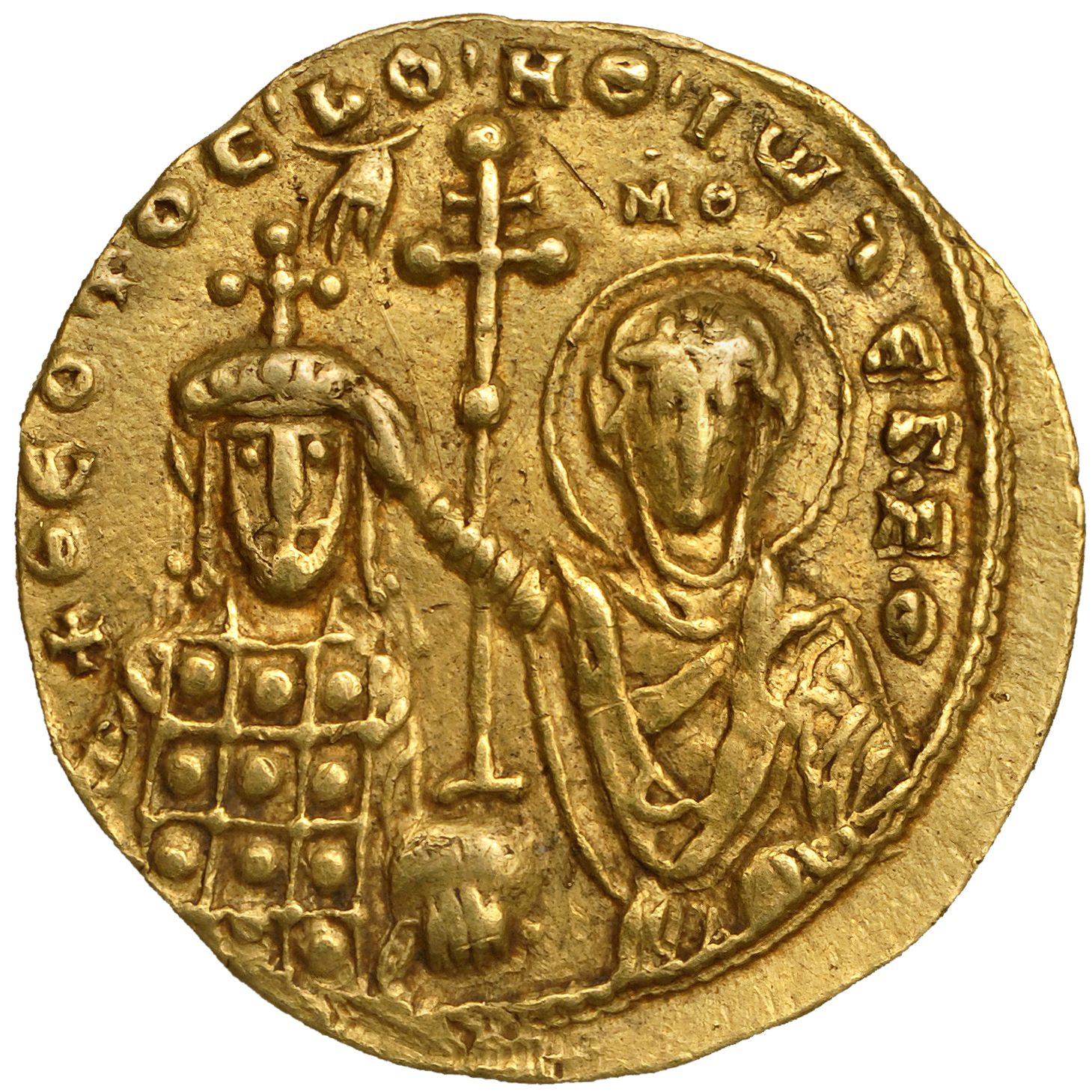
Histamenon de Juan Tzimisces.

Juan I Curcuas, llamado Tzimisces (en griego: Ἰωάννης «Τζιμισκής» Κουρκούας, transliterado Iōannēs "Tzimiskes" Kourkouas 925-976) fue emperador bizantino desde el 11 de diciembre de 969 hasta su muerte el 10 de enero de 976.
Nació en torno a 925; su padre era de la familia Curcuas y su madre de la familia Focas. Ambas eran distinguidas familias de Capadocia, de origen posiblemente armenio, y se contaban entre las más destacadas de la emergente aristocracia militar de Asia Menor. Varios de sus miembros habían servido en altos cargos militares, entre ellos su tío materno, Nicéforo Focas.
Las fuentes contemporáneas describen a Juan como una persona de poca estatura física pero fuerte, con los cabellos rubios-rojizos, barba y ojos azules, resultando ser muy atractivo. Parece que entró en el ejército siendo muy joven, primero bajo el mando de su tío materno Nicéforo, el cual es considerado también como su instructor en el arte de la guerra. En parte debido a sus conexiones familiares y en parte gracias a sus habilidades personales, Juan ascendió rápidamente en el ejército. Obtuvo el mando político y militar de la provincia de Armenia antes de cumplir los 21 años.
En la época en que el Imperio bizantino estaba en guerra con su vecino oriental, el califato Abasí, Armenia era la frontera entre ambas potencias, y Juan logró defender con éxito esta provincia. Con sus tropas se unió al cuerpo principal del Ejército bizantino en la región que luchaba contra los árabes bajo el mando de Nicéforo Focas, quien obtuvo una serie de victorias que le permitieron extender la frontera hacia el este con la toma de unas 60 ciudades fronterizas, entre ellas Alepo. Hacia 962, los Abasíes pidieron un tratado de paz favorable a los bizantinos, que aseguraba sus fronteras durante varios años.
Juan se distinguió durante la guerra tanto en acciones junto a su tío como en el mando de sus cuerpos de ejército cuando ocupaba el cargo de Doméstico de las escolas. Era bastante popular entre sus tropas, y se ganó la reputación de tomar la iniciativa en el campo de batalla, logrando cambiar el curso de algunas batallas. Por todo ello, se le consideraba una especie de héroe militar. El 15 de marzo de 963, el emperador Romano II murió inesperadamente a la edad de 26 años. La causa de su muerte resulta dudosa: tanto las fuentes contemporáneas como los historiadores posteriores opinan que el joven emperador agotó su salud con los excesos de la bebida y de su vida sexual, mientras que otros sospechan que su esposa, la emperatriz Teófano Anastaso (h. 941 – después de 976), le envenenó.
Teófano ya se había ganado entonces una reputación como mujer inteligente y ambiciosa, posteriormente la extendería a su falta de escrúpulos para conseguir sus fines. Antes de morir, Romano había coronado como coemperadores a sus dos hijos: los futuros emperadores Basilio II y Constantino VIII. Pero entonces, Basilio sólo tenía cinco años y Constantino tres, y por ello no podían asumir los deberes anejos a sus títulos. Teófano, por tanto, fue nombrada regente.
Pero no se le permitió gobernar sola. José Bringas, un eunuco y alto funcionario de palacio, que había llegado a ser consejero principal de Romano II, se mantuvo en su puesto. Según las fuentes contemporáneas, Bringas pretendió conservar en sus manos el poder de decisión para los asuntos de importancia, en lugar de que este recayese en la joven emperatriz. También trató de hacerse con parte del poder que había estado en manos de Nicéforo Focas: el victorioso general había sido designado general en jefe del ejército y mantenía intensas conexiones con la aristocracia. Bringas temía que Nicéforo pudiese reclamar el trono con el doble apoyo del ejército y de la aristocracia. Las intrigas de Bringas durante los meses que siguieron, hicieron que Teófano y Nicéforo se aliasen en su contra: sin que aquel lo supiese, la emperatriz madre y el general habían comenzado a negociar entre ellos.
Tras apoyar a su tío materno para que este ascendiese al trono como Nicéforo II y para recuperar las provincias orientales del Imperio, Juan perdió su poder a causa de una intriga, por lo cual se alió con Teófano, la esposa de Nicéforo, para asesinarle. Tras apoderarse del trono en su lugar, para justificar su usurpación Juan I concentró todas sus fuerzas en la lucha contra los invasores extranjeros del Imperio. En una serie de campañas contra la Rus de Kiev (970-973), expulsó a los rusos de Tracia, atravesó el monte Hemo y asedió la fortaleza de Dorystolon en el Danubio. Tras varias batallas derrotó a los rusos, de tal modo que le consideraron señor de los búlgaros orientales.
Además reforzó su frontera septentrional, llevando a Tracia algunas colonias de bogomilos deportados desde Capadocia, sospechosos de proximidad a los sarracenos del este. En 974 se volvió contra el Imperio Abásida y recuperó con facilidad algunos territorios del interior de Siria y un tramo medio del Éufrates. Murió repentinamente en 976 al retornar de su segunda campaña contra los sarracenos. Su sobrenombre parece derivarse del armenio tshemshkik, que significa "bota roja". Fue sucedido por Basilio II, que sería conocido como el Bulgaróctono, "matador de búlgaros", por su sangrienta conquista de Bulgaria.